# Колтунов, Иосиф Григорьевич
Иосиф Григорьевич Колтунов (26 ноября 1910, Прилуки — 22 ноября 1950, Ленинград) — поэт, писатель-фронтовик, лейтенант.

## Биография
Родился 26 (17) ноября 1910 года в городе Прилуки Черниговской губернии (ныне Украина, Черниговская область). Мать работала набойщицей махорочной фабрики, отец был приказчиком. В 1924 году окончил 7 классов общеобразовательной школы, затем поступил в профессионально-техническую школу. После окончания в 1927 году уехал в Ленинград. В Ленинграде Колтунов поступил в университет (ныне Санкт-Петербургский государственный университет). Факультет языкознания и материальной культуры, на котором учился будущий поэт, позже выделился в самостоятельный историко-лингвистический институт. Окончил учёбу Колтунов в 1934 году. Годом ранее, в 1933 году, начал работу литсотрудником «Красной газеты», позже «Ленинградской правды», и уже к окончанию учёбы выпустил свой первый сборник стихов «Открытый путь», который включал его первое стихотворение «Свирь».
В годы Великой Отечественной войны был сотрудником армейской газеты 23-й армии «Знамя победы» на Ленинградском фронте, освобождавшей Вуоксинский плацдарм. Дошел до Эстонии. За годы войны выпустил сборник стихотворений «Слушай, Отчизна!», после войны написал раяд очерков и стихотворений о жизни трудящихся. Весной 1944 года вернулся в Ленинград, где и прожил до самой смерти. Умер в 1950 году, похоронен на Большеохтинском кладбище.

## Награды
- Медаль «За победу над Германией в Великой Отечественной войне 1941—1945 гг.»
- Медаль «За оборону Ленинграда»